# Croix militaire (Belgique)
Ne doit pas être confondu avec Croix de guerre (Belgique).
La croix militaire (néerlandais : Militaire Kruis) est une décoration militaire belge. Elle fut instituée le 11 février 1885 et est décernée aux officiers des forces armées belges pour bons et loyaux services ininterrompus. Les officiers réservistes peuvent aussi être récompensés à condition qu'ils participent à un entrainement annuel. Annuellement, approximativement 300 croix militaires sont décernées.

## Classes
La croix militaire est décernée dans 2 classes.

## Insigne
L'insigne est une croix dorée dont les bras sont recouverts d'émail noir.
Il y a 2 épées croisées entre les bras de la croix.
La suspension au ruban se fait via une couronne pivotante et un anneau.
Sur la face avers du médaillon central, le lion belge rampant est dessiné tandis que sur le revers l'on trouve le monogramme royal.
Depuis 1952, le médaillon central au revers est identique à celui de l'avers et ne comporte plus que le lion.
Le ruban est vert avec 2 larges bandes rouges situées à 1 mm du bord.
La croix militaire de première classe possède une rosette supplémentaire sur le ruban.

## Attribution
La croix militaire est décernée aux officiers des forces armées belges sur base de la durée de leur service:
- Croix militaire de première classe : décernée après 25 ans de bons et loyaux services dans le grade d'officier.
- Croix militaire de seconde classe : décernée après 25 ans de bons et loyaux services dans l'armée belge.